# Ethel Clayton
Ethel Clayton (ur. 8 listopada 1882, zm. 11 czerwca 1966) – amerykańska aktorka filmowa.

## Filmografia
- 1909: Justified
- 1915: The Darkness Before Dawn
- 1920: Grzechy Rosanny jako Roseanne Ozanne
- 1927: The Princess from Hoboken jako pani O’Brien
- 1932: The All-American jako pani Brown
- 1938: Wielka transmisja
- 1941: West Point Widow jako pielęgniarka
- 1947: The Perlis of Pauline jako lady Montague

## Wyróżnienia
Posiada swoją gwiazdę na Hollywoodzkiej Alei Gwiazd.